# 西山圭太
西山 圭太（にしやま けいた、1963年（昭和38年）1月11日 -）は、神奈川県出身の日本の経済産業官僚。1985年に東京大学法学部を卒業後、通商産業省（現経済産業省）に入省。産業革新機構や原子力損害賠償・廃炉等支援機構、商務情報政策局長等を経て2020年7月に退官。2023年6月よりパナソニックグループホールディングス社外取締役就任。

## 経歴
- 1985年4月     通商産業省(現 経済産業省)へ入省
- 1992年6月     オックスフォード大学 哲学・政治学・経済学コース修了
- 2001年1月     経済産業省 大臣官房秘書課 人事企画官
- 2002年11月     内閣府 産業再生機構準備室 企画官
- 2003年7月     経済産業省 通商政策局 情報調査課長
- 2004年6月     経済産業省 通商政策局 アジア大洋州課長
- 2007年7月     経済産業省 経済産業政策局 産業構造課長
- 2009年7月     産業革新機構 執行役員
- 2011年6月     内閣官房 東京電力経営・財務調査タスクフォース事務局長
- 2012年7月     経済産業省 大臣官房審議官（国際地域政策担当）
- 2013年6月     経済産業省 大臣房審議官（経済産業政策局担当）
- 2014年7月     原子力損害賠償支援機構 連絡調整室次長 兼 東京電力 執行役
- 2015年7月     原子力損害賠償・廃炉等支援機構 連絡調整室長 兼 東京電力 取締役・執行役
- 2017年7月     原子力損害賠償・廃炉等支援機構 経営改革支援室長 兼 東京電力 取締役・執行役
- 2018年7月     経済産業省 商務情報政策局長
- 2020年7月     経済産業省 退官
- 2020年11月     ㈱西山研究所 代表取締役
- 2023年6月     パナソニックグループホールディングス 社外取締役
- 2023年6月     ダイセル 社外取締役

## 役職
| 官職          | 官職                                        | 官職          |
| ------------- | ------------------------------------------- | ------------- |
| 先代 寺澤達也 | 経済産業省 商務情報政策局長 2018年 - 2020年 | 次代 平井裕秀 |